# Língua kikai
A língua Kikai  é falado na Ilha Kikai, Kagoshima do sudoeste Japão. É debatido se se trataum único grupo de dialetos. Independentemente disso, todos os dialetos Kikai são membros das línguas Amami – Okinawas, que fazem parte das línguas japônicas.

## Classificação
A classificação do Kikai é disputada. Alguns até contestam a existência de um agrupamento Kikai.
As línguas das ilhas Amami podem ser divididas no grupo conservador da Línguas Amami Ōshima do norte, Amami Ōshima do sul, Tokunoshima e o inovador grupo sulista com as língua Okinoerabu. 
Foi notado que as comunidades do norte de Kikai são fonologicamente mais conservadoras e mostram alguma semelhança com Amami Ōshima e Tokunoshima, enquanto o resto da ilha está mais perto do sul de Amami. Por exemplo, o Kikai do Norte retém sete vogais, / a /, / e /, / i /, / o /, / u /, / ɨ / e / ɘ / enquanto o Kikai Centro-Sul tem apenas cinco vogais. / k / é palatalizado em / t͡ɕ / antes de / i / em Kikai Centro-Sul, mas não em Kikai do Norte.
Por este motivo, Nakamoto (1976) sugeriu o inovador grupo sulista com as línguas Okinoerabu e Tokunoshima  Yoron]]. O problema aqui é saber a qual Kikai pertence.
Foi notado que as comunidades do norte de Kikai são fonologicamente mais conservadoras e mostram alguma semelhança com Amami Ōshima e Tokunoshima, enquanto o resto da ilha está mais perto do sul de Amami. Por exemplo, o Kikai do Norte retém sete vogais, / a /, / e /, / i /, / o /, / u /, / ɨ / e / ɘ / enquanto o Kikai Centro-Sul tem apenas cinco vogais. / k / é palatalizado em / t͡ɕ / antes de / i / em Kikai Centro-Sul, mas não em Kikai do Norte.
Por este motivo, Nakamoto (1976) dividiu as kikai em dois sub-grupos

|  | Amami Ōshima Norte |
|  |                    |
|  | Amami Ōshima Sul   |
|  |                    |
|  | Kikai Norte        |
|  |                    |

|  | Kikai Sul  |
|  |            |
|  | Okinoerabu |
|  |            |
|  | Yoron      |
|  |            |

|  | Amami Ōshima Norte |
|  |                    |
|  | Amami Ōshima Sul   |
|  |                    |
|  | Kikai Norte        |
|  |                    |

|  | Kikai Sul  |
|  |            |
|  | Okinoerabu |
|  |            |
|  | Yoron      |
|  |            |

Em contraste, Karimata Shigehisa (2000) apoiou provisoriamente o agrupamento Kikai em consideração a outras características fonológicas compartilhadas. Lawrence (2011) argumentou que a evidência lexical apoiou o agrupamento Kikai, embora ele se absteve de determinar sua relação filogenética com outros dialetos Amami..
Pellard (2018) apresentou uma classificação drasticamente diferente. Com base na mudança de som irregular * kaja> gja para  thatch , ele agrupou Tokunoshima, Okinoerabu e Yoron em um clado e tratou Amami Ōshima, Kikai e o diagrama resultante como os ramos primários de Amami. 

|  | Ōshima                                                                             |
|  |                                                                                    |
|  | Kikai                                                                              |
|  |                                                                                    |
|  | \| \| Tokunoshima \| \| \| \| \| \| Okinoerabu \| \| \| \| \| \| Yoron \| \| \| \| |
|  |                                                                                    |
|  | Tokunoshima                                                                        |
|  |                                                                                    |
|  | Okinoerabu                                                                         |
|  |                                                                                    |
|  | Yoron                                                                              |
|  |                                                                                    |

|  | Tokunoshima |
|  |             |
|  | Okinoerabu  |
|  |             |
|  | Yoron       |
|  |             |

## Classificação interna
Existem 33 comunidades locais na Ilha Kikai. Apesar de ser uma ilha pequena e plana, Kikai apresenta variações consideráveis no léxico, fonologia e morfologia. As línguas da ilha são mutuamente inteligíveis. As comunidades do norte de Onotsu, Shitooke (e Sateku) são fonologicamente mais conservadoras do que o resto da ilha.

## Terminologia folclórica
Iwakura Ichirō] (1904–1943), um folclorista de Aden (Kagoshima), afirmou que uma língua da Ilha Kikai era chamada  / simajumita / na língua de Aden.

## Fonologia
A seguir está a fonologia do dialeto Onotsu, que é baseado em Shirata (2013b).
Tal como acontece com a maioria das línguas Ryukyuan ao norte do Okinawan Central, as oclusivas são descritas como "simples" C 'e C' "glotalizado". Foneticamente, as duas séries são aspiradas  [Cʰ] e  [C˭] tenuis, respectivamente.

### Kikai Setentrional

#### Consoantes
|             | Bilabial | Bilabial | Bilabial | Alveolar | Alveolar | Alveolar | Pós- alveolar | Pós- alveolar | Pós- alveolar | Palatal | Palatal | Velar | Velar | Velar | Glotall | Glotall |
| ----------- | -------- | -------- | -------- | -------- | -------- | -------- | ------------- | ------------- | ------------- | ------- | ------- | ----- | ----- | ----- | ------- | ------- |
| Nasal       |          |          | m        |          |          | n        |               |               |               |         |         |       |       | ŋ     |         |         |
| Oclusiva    | pʰ       | (p˭)     | b        | tʰ       | t˭       | d        |               |               |               |         |         | kʰ    | k˭    | ɡ     |         |         |
| Africasa    |          |          |          | t͡sʰ      |          |          |               |               |               |         |         |       |       |       |         |         |
| Fricativa   |          |          |          | s        |          | z        |               |               |               |         |         |       |       |       | h       |         |
| Aproximante |          |          |          |          |          |          |               |               |               |         | j       |       |       | w     |         |         |
| Vibrante    |          |          |          |          |          |          |               |               | ɾ             |         |         |       |       |       |         |         |

#### Vogais
De acordo com Shirata (2013b), o dialeto Onotsu tem  / a /,  / e /,  / i /,  / o / e  / u /. Em interpretações mais convencionais, mais duas vogais / ɨ / <! - Kibe (2011) usa "ɪ" para "ï" -> convencional e / ɘ / são adicionadas.
Seguindo Hattori (1999), Shirata analisa  / Ci / convencional e  / Cɨ / como  / Cji / e  / Ci /, respectivamente . Da mesma forma,  / Ce / e  / Cɘ / são interpretados como  / Cje / e  / Ce /. 

### Kikai meridional central
A seguir está a fonologia do dialeto Kamikatetsu, que é baseada em Shirata (2013a).

#### Consoantes
|             | Bilabial | Bilabial | Bilabial | Alveolar | Alveolar | Alveolar | Pós- alveolar | Pós- alveolar | Pós- alveolar | Palatal | Palatal | Velar | Velar | Velar | Glotal | Glotal |
| ----------- | -------- | -------- | -------- | -------- | -------- | -------- | ------------- | ------------- | ------------- | ------- | ------- | ----- | ----- | ----- | ------ | ------ |
| Nasal       |          |          | m        |          |          | n        |               |               |               |         |         |       |       | ŋ     |        |        |
| Oclusiva    |          | (p˭)     | b        | tʰ       | t˭       | d        |               |               |               |         |         | kʰ    | k˭    | ɡ     |        |        |
| Africada    |          |          |          | (t͡sʰ)    |          |          | t͡ɕʰ           |               | (ʑ)           |         |         |       |       |       |        |        |
| Fricativa   |          |          |          | s        |          | z        |               |               |               |         |         |       |       |       | h      |        |
| Aproximante |          |          |          |          |          |          |               |               |               |         | j       |       |       | w     |        |        |
| Vibrante    |          |          |          |          |          |          |               |               | ɾ             |         |         |       |       |       |        |        |

#### Vogais
O Kamikatetsu tem as vogais /a/, /e/, /i/, /o/, /u/.

## Escrita
A língua usa a escrita Katakana